# 목걸이이끼과
목걸이이끼과(Calypogeiaceae)는 망울이끼목에 속하는 우산이끼류과의 하나이다. 목걸이이끼(Calypogeia trichomanis)를 포함하여 4속 13종으로 이루어져 있다.

## 하위 속
- 목걸이이끼속 (Calypogeia)
- Eocalypogeia
- Metacalypogeia
- Mnioloma